# Santiria kalkmaniana
Santiria kalkmaniana là một loài thực vật thuộc họ Burseraceae. Đây là loài đặc hữu của Malaysia.